# Arrondissement Dendermonde
Het arrondissement Dendermonde is een van de zes arrondissementen van de provincie Oost-Vlaanderen in België. Het arrondissement heeft een oppervlakte van 342,47 km² en telde 208.435 inwoners op 1 januari 2025. Het arrondissement bevindt zich centraal tussen Gent, Antwerpen en Brussel, en in de onmiddellijke nabijheid van de steden Aalst, Sint-Niklaas en Mechelen.

## Geschiedenis
Het arrondissement Dendermonde ontstond in 1800 als derde arrondissement in het Scheldedepartement. Het bestond oorspronkelijk uit de kantons Aalst, Beveren, Dendermonde, Hamme, Lokeren, Sint-Gillis-Waas, Sint-Niklaas, Temse, Wetteren en Zele.
In 1814 werd de gemeente De Klinge, aangehecht van het arrondissement Eeklo (kanton Hulst).
In 1818 werden de arrondissementen Aalst en Sint-Niklaas opgericht. Hierbij werd het kanton Aalst aan het nieuwe gelijknamige arrondissement afgestaan en de kantons Beveren, Sint-Gillis-Waas, Sint-Niklaas en Temse gingen samen het nieuwe arrondissement Sint-Niklaas vormen. Het arrondissement verloor hierdoor in één klap meer dan de helft van haar oppervlakte en inwoners.
In 1921 werden gebiedsdelen van Laarne en Kalken afgestaan aan het arrondissement Gent om zo de nieuwe gemeente Beervelde te vormen.
Het arrondissement was tot 2014 zowel een bestuurlijk als Gerechtelijk arrondissement. Dit laatste bestond verder uit het arrondissement Sint-Niklaas en het grootste gedeelte van het arrondissement Aalst. In 2014 is het gerechtelijk arrondissement Dendermonde opgegaan in het gerechtelijk arrondissement Oost-Vlaanderen.

## Structuur
| Dendermonde      | Dendermonde      | Supranationaal         | Nationaal              | Nationaal                         | Gemeenschap               | Gewest                    | Provincie                 | Arrondissement           | Provinciedistrict | Kanton          | Gemeente        | District         |
| ---------------- | ---------------- | ---------------------- | ---------------------- | --------------------------------- | ------------------------- | ------------------------- | ------------------------- | ------------------------ | ----------------- | --------------- | --------------- | ---------------- |
| Administratief   | Niveau           | Europese Unie          | België                 | België                            | Vlaanderen                | Vlaanderen                | Oost-Vlaanderen           | Dendermonde              | Dendermonde       | Dendermonde     | 10              | -                |
| Administratief   | Bestuur          | Europese Commissie     | Belgische regering     | Belgische regering                | Vlaamse regering          | Vlaamse regering          | Deputatie                 | Deputatie                | Deputatie         | Deputatie       | Gemeentebestuur | Districtscollege |
| Administratief   | Raad             | Europees Parlement     | Senaat                 | Kamer van volksvertegenwoordigers | Vlaams Parlement          | Vlaams Parlement          | Provincieraad             | Provincieraad            | Provincieraad     | Provincieraad   | Gemeenteraad    | Districtsraad    |
| Kiesomschrijving | Kiesomschrijving | Nederlands Kiescollege | Nederlands Kiescollege | Kieskring Oost-Vlaanderen         | Kieskring Oost-Vlaanderen | Kieskring Oost-Vlaanderen | Kieskring Oost-Vlaanderen | Dendermonde-Sint-Niklaas | Dendermonde       | 4               | 10              | -                |
| Verkiezing       | Verkiezing       | Europese               | Federale               | Federale                          | Vlaamse                   | Vlaamse                   | Provincieraads-           | Provincieraads-          | Provincieraads-   | Provincieraads- | Gemeenteraads-  | Districtsraads-  |

Kantons:
- Kanton Dendermonde
- Kanton Wetteren
- Kanton Hamme
- Kanton Zele

Gemeenten:
| - Berlare - Buggenhout - Dendermonde - Hamme - Laarne - Lebbeke - Waasmunster - Wetteren - Wichelen - Zele |

Deelgemeenten:
| - Appels - Baasrode - Berlare - Buggenhout - Denderbelle - Dendermonde - Grembergen - Hamme - Kalken - Laarne |

| - Lebbeke - Massemen - Mespelare - Moerzeke - Opdorp - Oudegem - Overmere - Schellebelle - Schoonaarde |

| - Serskamp - Sint-Gillis-bij-Dendermonde - Uitbergen - Waasmunster - Westrem - Wetteren - Wichelen - Wieze - Zele |

## Demografische evolutie
- Bron:NIS - Opm:1806 t/m 1980=volkstellingen; vanaf 1990= inwoneraantal per 1 januari
- 1831* Terugval als gevolg van de oprichting van de arrondissementen Aalst en Sint-Niklaas

| Inwoners van jaar tot jaar op 1 januari 1992 tot heden | Inwoners van jaar tot jaar op 1 januari 1992 tot heden | Inwoners van jaar tot jaar op 1 januari 1992 tot heden |
| Jaar                                                   | Aantal                                                 | Evolutie: 1992=index 100                               |
| ------------------------------------------------------ | ------------------------------------------------------ | ------------------------------------------------------ |
| 1992                                                   | 183.280                                                | 100,0                                                  |
| 1993                                                   | 184.009                                                | 100,4                                                  |
| 1994                                                   | 184.191                                                | 100,5                                                  |
| 1995                                                   | 184.699                                                | 100,8                                                  |
| 1996                                                   | 185.090                                                | 101,0                                                  |
| 1997                                                   | 185.703                                                | 101,3                                                  |
| 1998                                                   | 186.276                                                | 101,6                                                  |
| 1999                                                   | 186.284                                                | 101,6                                                  |
| 2000                                                   | 186.484                                                | 101,7                                                  |
| 2001                                                   | 186.553                                                | 101,8                                                  |
| 2002                                                   | 186.988                                                | 102,0                                                  |
| 2003                                                   | 186.991                                                | 102,0                                                  |
| 2004                                                   | 187.328                                                | 102,2                                                  |
| 2005                                                   | 187.783                                                | 102,5                                                  |
| 2006                                                   | 188.882                                                | 103,1                                                  |
| 2007                                                   | 189.638                                                | 103,5                                                  |
| 2008                                                   | 190.350                                                | 103,9                                                  |
| 2009                                                   | 191.527                                                | 104,5                                                  |
| 2010                                                   | 192.521                                                | 105,0                                                  |
| 2011                                                   | 194.015                                                | 105,9                                                  |
| 2012                                                   | 195.358                                                | 106,6                                                  |
| 2013                                                   | 195.997                                                | 106,9                                                  |
| 2014                                                   | 197.022                                                | 107,5                                                  |
| 2015                                                   | 197.806                                                | 107,9                                                  |
| 2016                                                   | 198.494                                                | 108,3                                                  |
| 2017                                                   | 199.553                                                | 108,9                                                  |
| 2018                                                   | 200.307                                                | 109,3                                                  |
| 2019                                                   | 201.213                                                | 109,8                                                  |
| 2020                                                   | 202.411                                                | 110,4                                                  |
| 2021                                                   | 202.978                                                | 110,7                                                  |
| 2022                                                   | 204.305                                                | 111,5                                                  |
| 2023                                                   | 206.329                                                | 112,6                                                  |
| 2024                                                   | 207.562                                                | 113,2                                                  |

## Volksvertegenwoordigers uit het arrondissement Dendermonde
- 1894:
  - Léon De Bruyn (Katholieke Partij)
  - Philippe De Kepper (Katholieke Partij) (tot 1897)
  - Gustave Vanden Steen (Katholieke Partij)
- 1898:
  - Léon De Bruyn (Katholieke Partij)
  - Emile Tibbaut (Katholieke Partij)
  - Abel de Kerchove d’Exaerde (Katholieke Partij)
- 1900:
  - Léon De Bruyn(Katholieke Partij)
  - Emile Tibbaut (Katholieke Partij)
  - Abel de Kerchove d’Exaerde(Katholieke Partij)
- 1904:
  - Léon De Bruyn (Katholieke Partij) (tot 1907)
  - Emile Tibbaut (Katholieke Partij)
  - Abel de Kerchove d’Exaerde (Katholieke Partij) (vanaf 1907)
- 1908:
  - Emile Tibbaut (Katholieke Partij)
  - Léon Bruynincx (Katholieke Partij)
- 1912:
  - Emile Tibbaut (Katholieke Partij)
  - Léon Bruynincx(Katholieke Partij)
  - Victor Van Sande (Katholieke Partij)
- 1914:
  - Emile Tibbaut (Katholieke Partij)
  - Léon Bruynincx (Katholieke Partij)
  - Oscar Vermeersch (Katholieke Partij)
- 1919:
  - Emile Tibbaut (Katholieke Partij)
  - Léon Bruynincx (Katholieke Partij)
  - Hippolyte Vandemeulebroucke (BWP)
  - Jules De Brouwer (BWP)
- 1921:
  - Emile Tibbaut(Katholieke Partij)
  - Edmond Rubbens (Katholieke Partij)
  - Hippolyte Vandemeulebroucke (BWP)
- 1925:
  - Emile Tibbaut (Katholieke Partij)
  - Edmond Rubbens (Katholieke Partij)
  - Henri Libbrecht (Katholieke Partij)
  - Hippolyte Vandemeulebroucke (BWP)
- 1929:
  - Emile Tibbaut (Katholieke Partij)
  - Edmond Rubbens (Katholieke Partij)
  - Hippolyte Vandemeulebroucke (BWP)
  - Jules De Brouwer (BWP)
- 1932:
  - Emile Tibbaut (Katholieke Partij) (tot 1935)
  - Edmond Rubbens (Katholieke Partij)
  - Hippolyte Vandemeulebroucke (BWP)
  - Jules De Brouwer (BSP)
- 1936:
  - Hippolyte Vandemeulebroucke (BWP) (tot 1936)
  - Julius De Pauw (BWP) (vanaf 1936)
  - Edmond Rubbens(Katholieke Partij) (tot 1938)
  - Auguste Van de Velde (Katholieke Partij) (vanaf 1938)
  - Joseph du Château (Katholieke Partij)
  - Josephus Steps (Katholieke Partij)
- 1939:
  - Josephus Steps (Katholieke Partij)
  - Joseph du Château (Katholieke Partij)
  - Auguste Van de Velde (Katholieke Partij)
  - Julius De Pauw (BWP)
- 1946 :
  - Josephus Steps(CVP)
  - Benoit Van Acker (CVP)
  - William Bruynincx (CVP)
  - Julius De Pauw (BSP)
- 1949:
  - Josephus Steps(CVP)
  - Benoit Van Acker (CVP)
  - Julius De Pauw (BSP)
  - Laurent De Wilde (liberaal)
- 1950:
  - Josephus Steps(CVP)
  - Benoit Van Acker (CVP)
  - William Bruynincx (CVP)
  - Julius De Pauw (BSP)
- 1954:
  - Josephus Steps (CVP) (tot 1957)
  - William Bruynincx (CVP) (vanaf 1957)
  - Benoit Van Acker (CVP)
  - Julius De Pauw (BSP)
  - Marcel Daman (BSP)
- 1958:
  - Benoit Van Acker (CVP)
  - Etienne Cooreman (CVP)
  - Julius De Pauw (BSP)
  - Gustave Boeykens (BSP)
- 1961:
  - Benoit Van Acker (CVP)
  - Etienne Cooreman (CVP)
  - Julius De Pauw (BSP)
  - Gustave Boeykens (BSP)
- 1965:
  - Etienne Cooreman (CVP)
  - Eugène Van Cauteren (PVV)
  - Gustave Boeykens (BSP)
- 1968:
  - (CVP)
  - Eugène Van Cauteren (PVV)
  - Gustave Boeykens (BSP)
  - Virgil De Commer (VU)
- 1971:
  - Frans Verberckmoes (PVV)
  - Avil Geerinck ( VU)
  - Gustave Boeykens (BSP)
- 1974:
  - Jan Lenssens(CVP)
  - René Uyttendaele (CVP)
  - Frans Verberckmoes (PVV)
- 1977:
  - Jan Lenssens(CVP)
  - René Uyttendaele (CVP)
  - Frans Verberckmoes (PVV)
- 1978:
  - Jan Lenssens(CVP)
  - René Uyttendaele (CVP)
  - Frans Verberckmoes (PVV)
- 1981:
  - Jan Lenssens(CVP)
  - Frans Verberckmoes (PVV)
  - Norbert De Batselier (SP)
  - Jules Van Boxelaer (VU) (tot 1983)
  - Johan De Mol (VU) (vanaf 1983)
- 1985:
  - Jan Lenssens (CVP)
  - Norbert De Batselier (SP)
  - René Uyttendaele (CVP)
- 1987:
  - Jan Lenssens (CVP)
  - René Uyttendaele (CVP)
  - Norbert De Batselier (SP)
- 1991:
  - John Taylor CVP)
  - Norbert De Batselier ( SP)
  - Johan De Mol (SP)
  - Marc Verwilghen ( VLD)
- 1995 (Sint-Niklaas-Dendermonde):
  - Jan Lenssens (CVP)
  - Greta D'Hondt ( CVP)
  - Norbert De Batselier ( SP) (opgevolgd door Hunfred Schoeters)
  - Marc Verwilghen (VLD)
  - Jaak Van den Broeck (Vlaams Blok)
  - Filip Anthuenis (VLD)
- 1999 (Sint-Niklaas-Dendermonde):
  - Greta D'Hondt (CVP)
  - Marc Verwilghen (VLD) (opgevolgd oor Filip Anthuenis)
  - Freddy Willockx (sp.a) (opgevolgd door Magda De Meyer)
  - Ferdy Willems (VU-ID)
  - Jaak Van den Broeck (Vlaams Blok)
  - (Agalev)

## Rechtstreeks verkozen senatoren in het arrondissement Dendermonde-Sint-Niklaas
- 1892
  - Honoré Limpens (Katholieke Partij)
  - Stanislas Vilain XIIII (Katholieke Partij)
- 1894
  - Honoré Limpens (Katholieke Partij)
  - Stanislas Vilain XIIII (Katholieke Partij)
- 1898
  - Honoré Limpens (Katholieke Partij)
  - Stanislas Vilain XIIII (Katholieke Partij)
- 1900 (3)
  - Honoré Limpens (Katholieke Partij)
  - Henri Mertens (Katholieke Partij)
  - Charles Boëyé (liberaal)
- 1904
  - Charles Boëyé (liberaal) (tot 1907)
    - Léon De Bruyn (Katholieke Partij) (vanaf 1907)

  - Adolphe Cristyn de Ribaucourt (Katholieke Partij)
  - Florimond de Brouchoven de Bergeyck (Katholieke Partij) (3.01.1908)
    - Honoré Limpens (Katholieke Partij) (vanaf 1908)

  - Henri Mertens (Katholieke Partij)
- 1908 (4)
  - Adolphe Cristyn de Ribaucourt (Katholieke Partij) (tot 1911)
    - Emile de Neve de Roden (Katholieke Partij) (vanaf 1911)

  - Henri Mertens (Katholieke Partij)
  - Léon de Bruyn (Katholieke Partij) (+ 17.10.1908)
    - Joseph Van Naemen (Katholieke Partij) (vanaf 10.11.1908)

  - Hercule Coullier de Mulder (liberaal)
- 1912 (4)
  - Emile de Neve de Roden (Katholieke Partij)
  - Henri Mertens (Katholieke Partij)
  - Joseph Van Naemen (Katholieke Partij)
  - Hercule Coullier de Mulder (liberaal)
- 1914 (4)
  - Emile de Neve de Roden (Katholieke Partij) (tot 1915)
    - Oscar Schellekens (Katholieke Partij) (vanaf 1918)

  - Henri Mertens (Katholieke Partij)
  - Joseph Van Naemen (Katholieke Partij) (+ 1.05.1917)
    - Louis de Brouchoven de Bergeyck (Katholieke Partij) (vanaf 1918)

  - Hercule Coullier de Mulder (liberaal)
- 1919 (4)
  - Henri Mertens (Katholieke Partij) (+ 3.11.1920)
    - Louis de Lausnay (Katholieke Partij) (vanaf 1920)

  - Armand Du Bois (Katholieke Partij)
  - Louis de Brouchoven de Bergeyck (Katholieke Partij)
  - Hercule Coullier de Mulder (liberaal)
- 1921 (4)
  - Armand Du Bois (Katholieke Partij)
  - Louis de Lausnay (Katholieke Partij)
  - Louis de Brouchoven de Bergeyck (Katholieke Partij)
  - Pierre Van Fleteren (BWP)
- 1925 (4)
  - Armand Du Bois (Katholieke Partij) (+ 31.5.1926)
    - Oscar Vermeersch (Katholieke Partij) (1926-1926)
    - Georges Vilain XIIII (Katholieke Partij) (vanaf 1926)

  - Louis de Brouchoven de Bergeyck (Katholieke Partij)
  - Franciscus Van Schoor (BWP)
  - Pierre Van Fleteren (BWP)
- 1929 (4)
  - Georges Vilain XIIII (Katholieke Partij) (+ 18.3.1931)
    - Albéric Van Stappen (Katholieke Partij) (vanaf 1931)

  - Louis de Brouchoven de Bergeyck (Katholieke Partij)
  - Henri Libbrecht (Katholieke Partij) (+ 11.8.1932)
    - Alfons Hebbinckuys (Katholieke Partij) (vanaf 1932)

  - Pierre Van Fleteren (BWP)
- 1932 (4)
  - Louis de Brouchoven de Bergeyck (Katholieke Partij)
  - Albéric Van Stappen (Katholieke Partij) (+ 24.5.1934)
    - Alfons Hebbinckuys (Katholieke Partij) (vanaf 1934)

  - Franciscus Van Schoor (BWP)
  - Pierre Van Fleteren (BWP)
- 1936 (4)
  - Florent Beeckx (+ 18.11.1937) (Katholieke Partij)
    - Alfons Du Bois (vanaf 1937) (Katholieke Partij)

  - Joris De Vos (Katholieke Partij)
  - Alfons Hebbinckuys (+ 22.11.1937) (Katholieke Partij)
    - Theofiel Van Peteghem (vanaf 1937) (Katholieke Partij)

  - Pierre Van Fleteren (BWP) (tot 1938)
    - Alfons Pincé (BWP) (vanaf 1938)
- 1939
  - Adrien Claus (Katholieke Partij)
  - Joris De Vos (+ 4.11.1942) (Katholieke Partij)
    - Alfons Du Bois (vanaf 1944) (Katholieke Partij)

  - Sacré (BWP)
  - Alfons Pincé (BWP)
- 1946 (4)
  - Theofiel Van Peteghem (CVP)
  - Willy Van Gerven (CVP)
  - Liban Van Laeys (CVP)
  - Alfons Pincé (BSP)
- 1949
  - Theofiel Van Peteghem (CVP)
  - Liban Van Laeys (CVP)
  - Willy Van Gerven (CVP)
  - Alfons Pincé (BSP)
- 1950 (4)
  - Theofiel Van Peteghem (CVP)
  - Liban Van Laeys (CVP)
  - Willy Van Gerven ( CVP)
  - Alfons Pincé (BSP)
- 1954 (4)
  - Theofiel Van Peteghem (CVP)
  - Liban Van Laeys (CVP)
  - Willy Van Gerven (CVP)
  - Alfons Goossens (BSP)
- 1958 (4)
  - Theofiel Van Peteghem (CVP) (tot 1960)
    - Paul Henderickx (CVP) (vanaf 1960)

  - Albert Smet (CVP)
  - Liban Van Laeys (CVP)
  - Alfons Goossens (BSP)
- 1961
  - Albert Smet ( CVP)
  - Liban Van Laeys (CVP)
  - Eugène Van Cauteren (PVV)
  - Alfons Goossens (BSP)
- 1965
  - Albert Smet ( CVP)
  - Liban Van Laeys (CVP)
  - Bernard Van Hoeylandt (BSP)
  - Gérard De Paep (VU)
- 1968
  - Albert Smet (CVP) (tot 1971)
  - Gilbert Lemmens (CVP) (vanaf 1971)
  - Leon Vuylsteke (CVP)
  - Bernard Van Hoeylandt (BSP)
  - Gérard De Paep (VU)
- 1971
  - Etienne Cooreman (CVP)
  - Marcel Van der Aa (CVP)
  - Bernard Van Hoeylandt (BSP)
  - Gérard De Paep (VU)
- 1974
  - Etienne Cooreman (CVP)
  - Marcel Van der Aa (CVP)
  - Jaak De Graeve (BSP)
  - Maurits Coppieters (VU)
- 1977
  - Etienne Cooreman (CVP)
  - Julien Vergeylen (CVP)
  - Jaak De Graeve (BSP)
  - Maurits Coppieters (VU)
- 1978
  - Julien Vergeylen (CVP) (tot 1980)
    - Mariette Buyse (CVP) (vanaf 1980)

  - Etienne Cooreman (CVP)
  - Jaak De Graeve (BSP)
  - Octaaf Van Den Broeck (PVV)
- 1981
  - Etienne Cooreman (CVP)
  - Jaak De Graeve (SP) (vanaf 1982)
  - Octaaf Van Den Broeck(PVV)
  - Walter Peeters (VU)
- 1985
  - Etienne Cooreman (CVP)
  - Marcel Verdonck (CVP) (tot 1986)
    - Mariette Buyse (CVP) (vanaf 1986)

  - Prosper Matthys (SP)
  - Octaaf Van Den Broeck (PVV)
- 1987
  - Etienne Cooreman (CVP)
  - Prosper Matthys (SP)
  - Octaaf Van Den Broeck (PVV)
  - Walter Peeters (VU)
- 1991
  - Jan Lenssens (CVP)
  - Jos De Meyer (CVP)
  - Ivan Verleyen (SP) (tot 1994)
    - Fonny Boesmans (SP) (vanaf 1994)

  - Georges Anthuenis (PVV)

Aalst · Aarlen · Aat · Antwerpen · Bastenaken · Bergen · Borgworm · Brugge · Brussel-Hoofdstad · Charleroi · Dendermonde · Diksmuide · Dinant · Doornik-Moeskroen · Eeklo · Gent · Halle-Vilvoorde · Hasselt · Hoei · Ieper · Kortrijk · La Louvière · Leuven · Luik · Maaseik · Marche-en-Famenne · Mechelen · Namen · Neufchâteau · Nijvel · Oostende · Oudenaarde · Philippeville · Roeselare · Sint-Niklaas · Thuin · Tielt · Tongeren · Turnhout · Verviers · Veurne · Virton · Zinnik